# Walter Sisulu
Walter Max Ulyate Sisulu (Engcobo, 18 maggio 1912 – Johannesburg, 5 maggio 2003) è stato un politico sudafricano, uno dei leader del movimento anti-apartheid e dell'African National Congress (ANC).

## Biografia
Sisulu nacque a Engcobo, nel Transkei (oggi provincia di Eastern Cape), in Sudafrica. Frequentò una scuola missionaria fino al 1926, e nel 1928 si trasferì a Johannesburg, dove svolse molti differenti lavori. Nel 1940 entrò nell'ANC, e tre anni dopo fondò la Lega Giovanile del movimento insieme a Nelson Mandela e Oliver Tambo. Nel 1944 sposò Albertina Sisulu, anch'essa divenuta in seguito personaggio di rilievo nella lotta anti-apartheid. Nel 1949, Sisulu divenne segretario generale dell'ANC, mantenendo l'incarico fino al 1954.
Nel 1953 si recò all'estero come rappresentante dell'ANC, viaggiando in Europa, nell'Unione Sovietica e in Cina. Durante questo viaggio, su richiesta di Mandela, Sisulu cercò di prendere accordi con i cinesi per un eventuale supporto militare all'ANC. In seguito, Sisulu ebbe un ruolo di primo piano nella fondazione dell'ala armata dell'ANC, lo Umkhonto we Sizwe.
Come tutti i rappresentanti di spicco dell'ANC, Sisulu fu processato e incarcerato più volte. Nel 1963 passò alla clandestinità, ma fu catturato a Rivonia l'11 luglio, e giudicato insieme a Mandela e altri nel celebre Processo Rivonia (1963-1964), ricevendo la condanna all'ergastolo. Scontò gran parte della pena nel carcere di Robben Island, insieme a Mandela. Fu liberato nel 1989, dopo 26 anni di carcere, in seguito all'inizio dei negoziati fra il governo afrikaner di F. W. de Klerk e l'ANC.
Nel 1992, Sisulu ricevette il premio Isitwalandwe, il più alto riconoscimento dell'ANC, per il suo contributo fondamentale alla lotta di liberazione del Sudafrica.